# 豐見城市
豐見城市（日语：／ Tomigusuku shi */?，琉球語：／ ）是一個日本沖繩縣的城市，位於沖繩本島南部的西側海岸，為東西向的長方形，南接系满市，北臨那霸市，與那霸市之間有漫湖相隔。於2002年從村制直接昇為市制。

## 地理

### 轄區
| - 伊良波 - 上田 - 翁長 - 嘉敷 - 我那霸 - 金良 - 宜保 - 座安 | - 瀨長 - 平良 - 田頭 - 高嶺 - 高安 - 渡嘉敷 - 渡橋名 - 豐見城 | - 豐崎 - 名嘉地 - 長堂 - 根差部 - 饒波 - 保榮茂 - 真玉橋 - 與根 |

## 歷史
- 1896年4月1日：實施郡區制，為島尻郡轄下豐見城間切。
- 1908年4月1日：實施島嶼町村制，改設豐見城村。
- 2002年4月1日：改制為豐見城市，改制前為全日本人口最多的「村」，也是日本現行地方自治法實施以來第一個直接從村改制為市的例子。在二次大戰前，曾經有長野縣岡谷市、兵庫縣蘆屋市、山口縣宇部市、長崎縣佐世保市是直接從村改制為市；沖繩回歸前，真和志市（現已併入那霸市）、市（現已併入沖繩市）、宜野灣市、具志川市（現已併入宇流麻市）、浦添市也是直接從村改制為市。

## 交通

### 道路
高速道路
- 那霸機場自動車道：豐見城休息區 - 豐見城交流道 - 豐見城・名嘉地交流道 - 瀨長系統交流道

一般國道
- 國道329號
- 國道331號
- 那霸機場自動車道（國道506號）

主要地方道
- 沖繩縣道7號奧武山米須線

一般縣道
- 沖繩縣道11號線
- 沖繩縣道62號線
- 沖繩縣道68號線
- 沖繩縣道231號那霸機場線
- 沖繩縣道249號東風平豐見城線

## 教育

### 高等學校
| - 沖繩縣立豐見城高等學校（页面存档备份，存于） - 沖繩縣立豐見城南高等學校（页面存档备份，存于） | - 沖繩縣立南部農林高等學校（页面存档备份，存于） |

### 中學校
| - 豐見城市立長嶺中學校 - 豐見城市立伊良波中學校 | - 豐見城市立豐見城中學校 |

### 小學校
| - 豐見城市立長嶺小學校 - 豐見城市立豐見城小學校 - 豐見城市立座安小學校 | - 豐見城市立伊良波小學校 - 豐見城市立豐美小學校 - 豐見城市立上田小學校 |

## 商場

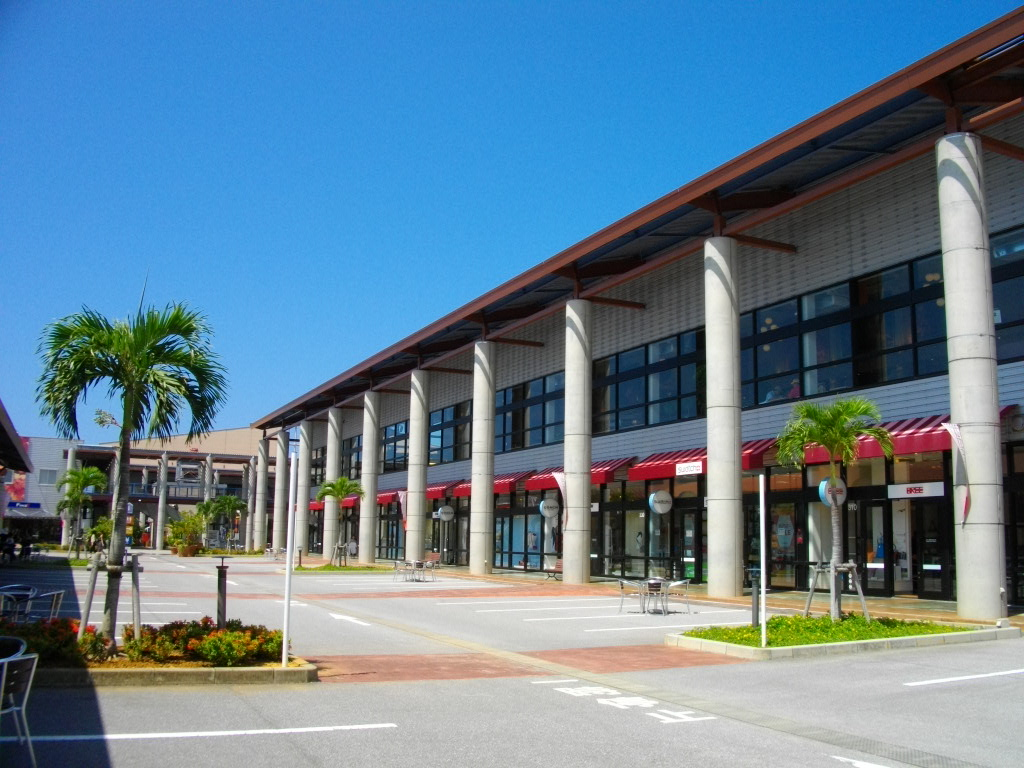
Okinawa Outlet Mall Ashibinaa 暢貨中心

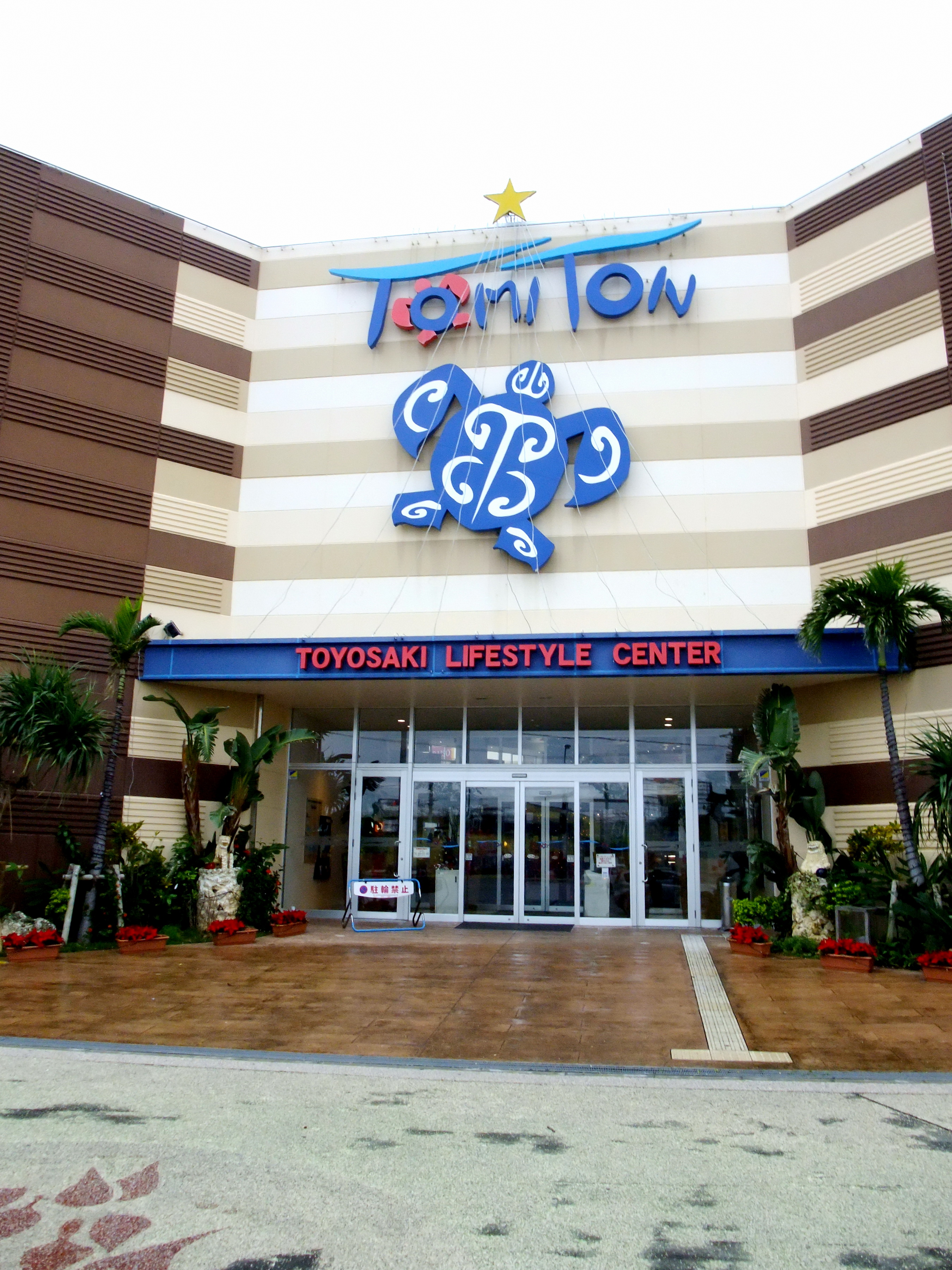
Tomiton 購物中心

- Okinawa Outlet Mall Ashibinaa
- Tomiton
- ÆON Town Tomigusuku

## 姊妹市・友好城市

### 日本
- 美鄉町（宮崎縣）：締結於1988年7月29日
- 土佐清水市（高知縣）：締結於1993年2月3日
- 高千穗町（宮崎縣）：締結於1995年8月1日

## 本地出身之名人
- 上原多香子：歌手，原SPEED成員
- 瀨長龜次郎：政治家
- 松川譽弘：職業棒球選手
- 比嘉壽光：職業棒球選手
- 宮里莉羅：前akb48 team8

## 外部連結
- OpenStreetMap上有關豐見城市的地理
- 官方网站  （日語）